# Enrico Toti (sous-marin, 1928)
Pour les articles homonymes, voir Enrico Toti (homonymie) et Enrico Toti (sous-marin).
Le Enrico Toti est un sous-marin océanique italien de la classe Balilla construit à la fin des années 1920 pour la Marine royale italienne. 
Le nom du sous-marin est un hommage à Enrico Toti (1882-1916) est un patriote italien qui a combattu dans les rangs des Bersagliers pendant la Première Guerre mondiale.

## Conception et description
La conception de la classe Balilla consistait en une solide double coque qui donnait aux navires une profondeur de plongée maximale de 110 m (350 pieds), bien que le Domenico Millelire ait atteint 122 m (400 pieds) lors d'essais. Les sous-marins ont déplacé 1 427 tonnes en surface et 1 874 tonnes en plongée. Ils mesuraient 86,5 m de long, avaient une largeur de 7,8 m et un tirant d'eau de 4,7 m. Les sous-marins étaient considérés comme ayant une faible stabilité.
Les sous-marins étaient propulsés par deux moteurs diesel Fiat pour la navigation de surface et deux moteurs électriques Savigliano pour l'entraînement de deux arbres en immersion. Ces derniers produisaient respectivement 4 900 ch (3 700 kW) et 2 200 ch (1 600 kW). Le second moteur diesel était destiné à des usages auxiliaires et à la recharge des batteries, ce qui était une nouveauté au moment de la construction des sous-marins. Les sous-marins ont ainsi atteint une vitesse de 16 nœuds (30 km/h) en surface et de 7 nœuds (13 km/h) en immersion. Cependant, la conception initiale prévoyait la possibilité d'atteindre une vitesse de 17,5 nœuds (32,4 km/h) en surface et de 8,9 nœuds (16,5 km/h) en immersion. Les sous-marins de la classe Balilla avaient une autonomie de 13 000 milles nautiques (24 000 km) à 10 noeuds (19 km/h).
La classe Balilla était armée de six tubes lance-torpilles de 533 mm (21 pouces), dont quatre situés à l'avant et deux à l'arrière. Les sous-marins transportaient un chargement de 16 torpilles, avec deux recharges pour chaque tube de proue et une recharge pour chaque tube de poupe.
La classe était également armée d'un canon de pont de 120 mm (5 pouces)/de calibre 27, modèle 1924, qui était placé dans un support blindé dans la partie avant de la tour de contrôle (kiosque). En 1934, la classe a subi un réaménagement qui a permis de transformer le modèle du canon par un de 120 mm (5 pouces) de calibre 45. Les navires ont également reçu deux mitrailleuses de 13,2 mm (0,52 in) placées dans deux affûts simples,.

## Construction et mise en service
Le Enrico Toti est construit par le chantier naval Odero-Terni-Orlando (OTO) de La Spezia en Italie, et mis sur cale le 20 mai 1925. Il est lancé le 18 août 1928 et est achevé et mis en service le 14 avril 1929. Il est commissionné le même jour dans la Regia Marina.

## Histoire du service
Le 14 septembre 1933, avec son navire-jumeau (sister ship) Enrico Toti, le Antonio Sciesa quitte La Spezia sous le commandement du capitaine de frégate Carlo Savio pour une croisière par le canal de Suez vers la mer Rouge, puis vers l'Afrique et de nouveau vers la Méditerranée par le détroit de Gibraltar. Le but du voyage était de vérifier les performances de ces unités dans les mers chaudes; les sous-marins ont fait escale à Port Saïd, Massawa, Aden, Mogadiscio, Kismaayo, Mombasa, Zanzibar, Dar es Salaam, Diego Suarez, Lourenço Marques, Durban, Le Cap, Walvis Bay, Lobito, São Tomé, Takoradi, Dakar, Porto Praia, Las Palmas, Gibraltar et Barcelone, pour finalement atteindre leur destination le 25 février 1934, en faisant preuve de bonnes qualités.
En novembre 1936, sous le commandement du capitaine de corvette Remo Polacchini, le Enrico Toti fut l'un des premiers sous-marins italiens envoyés clandestinement pour soutenir les forces de Franco dans la guerre civile d'Espagne ; il n'eut aucun succès tentant d'attaquer 23 fois.
Entre le 20 et le 27 juin 1940, il a mené une embuscade près de Philippeville, sans résultat.
Autour de 1h10 du 15 octobre 1940, alors que - sous le commandement du capitaine de corvette Bandino Bandini - le Toti rentrait à Brindisi à cause d'une panne de moteur, il aperçut, à une cinquantaine de milles au cap 197° de la base des Pouilles, un sous-marin ennemi (le HMS Triad (N53) britannique) qui l'attaqua à la torpille. Le Toti, après l'avoir évité de justesse par une manœuvre d'évitement, se retourna contre l'unité britannique et les deux sous-marins ouvrirent le feu avec des canons et des mitrailleuses. Le sous-marin britannique a frappé le Toti une fois, causant des dégâts mineurs, tandis qu'un des marins du Toti, Nicola Stagi, est allé jusqu'à jeter un sabot sur le Triad parce que le canon s'était bloqué . Le sous-marin britannique commença à plonger, mais juste à ce moment il est touché en succession rapide par un obus du Toti, puis par une torpille et une deuxième canonnade. Il coula en quelques instants, perpendiculairement à la surface, sans survivants, tandis que le Toti tirait une troisième fois et lançait une deuxième torpille,. Cette action a fait du Toti le seul sous-marin italien à avoir coulé un sous-marin ennemi (à l'exception du sous-marin de poche CB, qui a coulé trois sous-marins soviétiques en mer Noire). Pendant plusieurs années, on a pensé que la victime du Toti n'était pas le Triad mais un autre sous-marin britannique disparu dans la région, le HMS Rainbow, qui a cependant été, selon toute probabilité, éperonné et coulé par le vapeur Antonietta Costa le 4 octobre.
En tout, le Enrico Toti a effectué trois missions offensives.
En mars 1942, il est affecté à l'école de sous-marins de Pula et effectue 93 missions d'entraînement jusqu'au 22 juin 1942.
À partir du 30 juin 1942, sous les ordres du lieutenant de vaisseau Giovanni Celeste, il est affecté à des missions de transport vers la Libye: il en effectue quatre, transportant au total 194 tonnes de matériel,.
Désarmé le 1er avril (ou mai) 1943, il fut employé comme ponton pour charger les batteries à Tarente pour les unités du IVe groupe de sous-marins,.